# Yogo Pausch
Yogo Pausch (* 8. November 1954 als Helmut Pausch in Nürnberg) ist ein deutscher Schlagzeuger, Schauspieler und Performancekünstler.

## Leben
Pausch studierte Schlagzeug am Meistersinger Konservatorium in Nürnberg mit dem Ziel Musiklehrer. In den frühen 1970er Jahren spielte er bei den Bands H2SO4, Gebärväterli, aber auch in der Big-Band des Nürnberger Konservatoriums unter Silvan Koopmann. Sein Spitzname „Yogo“ entstand in Anlehnung an die „Hexe Yogo“ aus einem Kinderbuch.
In den 1980er Jahren war er beispielsweise mit der N.C. Brown Blues Band, der Weltmusikformation Argile und dem Thilo-Wolf-Trio zu hören.
In den 1990er Jahren verschwenkte Pausch zu Kunst- und Performanceaktivitäten beim Czurda-Tanztheater, engagierte sich bei der Vertonung von Hörspielen und Gedichten am Theater Erlangen, dem Stadttheater Fürth, der Roten Bühne und auch pädagogisch z. B. in den Jazzworkshops der Musikschule Fürth. Ab 1996 war Pausch als Percussionist in der Band von Konstantin Wecker auf mehreren Tourneen im Einsatz.
Seit 1995 tritt Pausch häufig zusammen mit der fränkischen Musikkabarettgruppe Peterlesboum-Revival-Band, aber auch bei den Jazz & Blues Open Wendelstein in Erscheinung. Pausch übernimmt in der Revival Band auch den Leadgesang und ist bekannt für seinen humorvollen Vortrag mit Slapstickanteilen.
Pausch gehört der Jury des Wolfram-von-Eschenbach-Preises des Bezirks Mittelfranken an.

## Auszeichnungen
- 2003: Preis der Stadt Nürnberg (zusammen mit Team stereo deluxe / culture deluxe)[3]

## Diskografie (Auswahl)
- 1978: Gebärväterli, Im Tal der Emmen[4]
- 1982: N. C. Brown Blues Band, N. C. Brown Blues Band[5]
- 1989: N. C. Brown Blues Band, Fat Men And Crazy Women[5]
- 2011: Hildegard Pohl Trio, Swingissimo[6]

## Filmografie (Auswahl)
- 2002: Volxisong mit Hans-Günter Brodmann[7]
- 2003: Die Kachelzählerin mit Hans-Günter Brodmann und Frank Möbus
- 2006: Wer früher stirbt, ist länger tot